# الحريق (شقراء)
الحريِّق، هي قرية من فئة (ب) تقع في محافظة شقراء، والتابعة لمنطقة الرياض في السعودية. وتبعد الحريِّق عن محافظة شقراء بمسافة تقارب (35) كم.